# Lista de prefeitos de Arraial do Cabo
Esta é a lista de prefeitos do município de Arraial do Cabo, estado brasileiro do Rio de Janeiro.
| Nº | Nome                                    | Imagem                | Partido                                          | Início do mandato      | Fim do mandato                          | Observações                                                      |
| 1  | Renato Vianna de Souza                  |                       | Partido do Movimento Democrático Brasileiro PMDB | 1º de janeiro de 1986  | 31 de dezembro de 1988                  | Prefeito eleito em sufrágio universal                            |
| 2  | Hermes Barcellos                        |                       |                                                  | 1º de janeiro de 1989  | dezembro de 1990                        | Prefeito eleito em sufrágio universal falecido durante o mandato |
| —  | Francisco Luís Sobrinho                 |                       |                                                  | dezembro de 1990       | 31 de dezembro de 1992                  | Vice-prefeito eleito no cargo de Prefeito                        |
| 3  | David Dutra de Oliveira                 |                       |                                                  | 1º de janeiro de 1993  | 31 de dezembro de 1996                  | Prefeito eleito em sufrágio universal                            |
| 4  | Renato Vianna de Souza                  |                       | Partido da Frente Liberal PFL                    | 1º de janeiro de 1997  | 31 de dezembro de 2000                  | Prefeito eleito em sufrágio universal                            |
| 5  | Henrique Sérgio Melman                  |                       | Partido Democrático Trabalhista PDT              | 1º de janeiro de 2001  | 31 de dezembro de 2004                  | Prefeito eleito em sufrágio universal                            |
| 5  | Henrique Sérgio Melman                  | 1º de janeiro de 2005 | Partido Democrático Trabalhista PDT              | 31 de dezembro de 2008 | Prefeito reeleito em sufrágio universal |                                                                  |
| 6  | Wanderson Cardoso de Brito, Andinho     |                       | Partido do Movimento Democrático Brasileiro PMDB | 1º de janeiro de 2009  | 31 de dezembro de 2012                  | Prefeito eleito em sufrágio universal                            |
| 6  | Wanderson Cardoso de Brito, Andinho     | 1º de janeiro de 2013 | Partido do Movimento Democrático Brasileiro PMDB | 31 de dezembro de 2016 | Prefeito reeleito em sufrágio universal |                                                                  |
| 7  | Renato Martins Vianna, Renatinho Vianna |                       | Partido Republicano Brasileiro PRB               | 1º de janeiro de 2017  | 31 de dezembro de 2020                  | Prefeito eleito em sufrágio universal                            |
| 8  | Marcelo Magno                           |                       | Solidariedade SD                                 | 1º de janeiro de 2021  | 31 de dezembro de 2024                  | Prefeito eleito em sufrágio universal                            |
| 8  | Marcelo Magno                           | Partido Liberal PL    | 1° de janeiro de 2025                            | Atualidade             | Prefeito reeleito em sufrágio universal |                                                                  |

Legenda
| cor   | significado                                                                                  |
| verde | mandatários eleitos por votação direta ou indireta (pela câmara municipal)                   |
| bege  | mandatários nomeados diretamente pelo governo central em épocas de convulsão político-social |